# 페르페티 반 멜레
페르페티 반 멜레(영어: Perfetti Van Melle)는 네덜란드와 이탈리아의 세계적인 제과류 기업이다.

## 역사
1946년 이탈리아 밀라노 근처의 룸바르드에서 설립한 페르페티사와 1840년 네덜란드에서 설립한 반멜레사가 그 기원이며 2001년 퍼페티사가 반멜레사를 인수하면서 시작되었다. 이후, 1994년 중국 시장 진출을 시작으로 전세계 20여곳에 생산공장이 있으며 150여개국에 제품을 판매하고 있다. 2006년 스페인의 세계적인 사탕 브랜드인 츄파춥스사를 인수하였다. 현재 페르페티 반 멜레사는 미국의 Mondelēz International과 마즈사에 이은 세계 3대 캔디 메이커 중에 하나이다.

## 같이 보기
- 츄파춥스
- 멘토스